# ماو يي
ماو يي (بالصينية: 毛艺) هي لاعبة جمباز فني صينية، ولدت في 16 سبتمبر 1999 في Ruijin ‏ في الصين.

## وصلات خارجية
- ماو يي على موقع الاتحاد الدولي للجمباز (licence) (الإنجليزية)
- ماو يي على موقع الاتحاد الدولي للجمباز (biography) (الإنجليزية)
- ماو يي على موقع أوليمبيديا (الإنجليزية)
- ماو يي على موقع اللجنة الأولمبية الصينية (الإنجليزية)